# إيمانويل ماس
إيمانويل ماتياس ماس (بالإسبانية: Emmanuel Matías Mas)‏ هو لاعب كرة قدم أرجنتيني في مركز الظهير الأيسر ولد في يوم 15 يناير 1989 في مدينة سان خوان في الأرجنتين، يلعب حالياً مع نادي سان لورينزو وسبق له اللعب مع نادي سان مارتن دي سان خوان، في سنة 2015 بدأ باللعب مع منتخب الأرجنتين لكرة القدم ويبلغ طوله 180 سم.

## مسيرته الكروية
لعب إيمانويل ماس خلال مسيرته الاحترافية مع 4 أندية في ستة عشر موسمًا وسجل خلالها 13 هدفًا ضمن 256 مباراة. ولم يفز بأي موسم بالكأس وفاز في موسمين بالدوري.
خاض إيمانويل ماس مسيرته مع نادي سان مارتين دي سان خوان في موسم 2007–08 ليلعب معه ستة مواسم، مشاركًا في 103 مباراة سجل خلالها 4 أهداف. ثم انتقل إلى نادي سان لورينزو في موسم 2013–14 ليلعب معه خمسة مواسم، حيث شارك في 91 مباراة سجل خلالها 5 أهداف. لينتقل بعدها إلى نادي طرابزون سبور في موسم 2016–17 ولمدة موسمين، مشاركًا في 32 مباراة سجل خلالها هدفًا واحدًا. ثم انتقل إلى نادي بوكا جونيورز في موسم 2017–18 واستمر معه طيلة ثلاثة مواسم، مشاركًا في 30 مباراة سجل خلالها 3 أهداف.

## روابط خارجية
- إيمانويل ماس على موقع الاتحاد الدولي (مؤرشف)  (الإنجليزية)
- إيمانويل ماس على موقع قاعدة بيانات كرة القدم.إي يو (الإنجليزية)
- إيمانويل ماس على موقع ناشيونال فوتبول تيمز (الإنجليزية)
- إيمانويل ماس على موقع Soccerway.com (الإنجليزية)
- إيمانويل ماس على موقع عالم كرة القدم.نت (الإنجليزية)
- إيمانويل ماس على موقع AS.com (الإسبانية)